# 1837 en santé et médecine
| Années de la santé et de la médecine : 1834 - 1835 - 1836 - 1837 - 1838 - 1839 - 1840    |
| Décennies de la santé et de la médecine : 1800 - 1810 - 1820 - 1830 - 1840 - 1850 - 1860 |

Cet article présente les faits marquants de l'année 1837 en santé et médecine.

## Événements
- Pierre Craninx, médecin, est nommé doyen de l'université catholique de Louvain[1].
- 9 juin-20 septembre : la deuxième pandémie de choléra se termine en ravageant Malte[2].

## Naissances
- 13 février : Paul Brouardel (mort en 1906), médecin français, spécialiste de médecine légale.
- 7 mars :  Henry Draper (mort en 1882), médecin et astronome américain.
- 3 avril : Paul Robin (mort en 1912), pédagogue français, libertaire, eugéniste et néomalthusien, partisan de la contraception.
- 6 septembre : Charles Bouchard (mort en 1915), médecin, anatomo-pathologiste et biologiste français.
- 27 novembre : Émile Ménière (mort en 1905), chirurgien français, spécialiste du système auditif et fils de Prosper Menière. Ce dernier est resté célèbre pour sa description princeps de la maladie de Menière.
- Douglas Argyll Robertson (mort en 1909), médecin écossais.

## Décès
- 3 février : René-Nicolas Dufriche Desgenettes (né en 1762), médecin de la Grande Armée.
- 16 février : Gottfried Reinhold Treviranus (né en 1776), médecin et mathématicien allemand[3].
- 19 février : Georg Büchner (né en 1813), médecin, écrivain, dramaturge, révolutionnaire et scientifique allemand.
- 8 mars : Johann Trommsdorff (né en 1770), pharmacien et chimiste allemand.
- 22 mars : Karl Gustav Himly (né en 1772), chirurgien et ophtalmologue allemand[4].
- 30 mars : Antoine Dubois (né en 1756), chirurgien français choisi pour accoucher l'impératrice Marie-Louise à la naissance du roi de Rome en 1811.
- 10 août : Carlo Botta (né en 1766), médecin et historien italien[5].
- 4 novembre : Jean-Louis Alibert (né en 1768), médecin français, considéré comme le fondateur de la dermatologie en France[6].